# 萨穆尔公主
萨穆尔公主（？—？），15世纪初蒙古公主，額勒伯克尼古埒蘇克齊汗的女儿。
1399年，額勒伯克中了自己抢夺的儿媳豁阿哈屯的离间计，处死了瓦剌首领浩海达裕。于是为了安抚瓦剌，将萨穆尔公主嫁给了浩海达裕的儿子巴图拉，生子脱懽。不久，乌格齐哈什哈起兵杀死額勒伯克。1416年，巴图拉败亡后，她和儿子脱懽被东蒙古太师阿鲁台俘虏，《蒙古黄金史》说萨穆尔公主东归后嫁给了阿台，在她请求下，阿鲁台放回了脱懽。而《黄史》记载则不同，称其后嫁给了额色库，并将阿寨台吉等人放回东蒙古。萨穆尔公主的孙子也先在位时，她曾经救护阿寨台吉的曾孙巴彦蒙克。